# 17-я гвардейская бригада армейской авиации
17-я гвардейская бригада армейской авиации (сокр. 17 браа, в/ч 45123) — тактическое соединение Армейской авиации Российской Федерации.
Соединение находится в составе 14-й армии ВВС и ПВО с пунктом постоянной дислокации на аэродромах Травяны и Упрун (в/ч 45123-2).

## История
1 декабря 2011 года соединение было создано как 48-я авиационная база армейской авиации (в/ч 45123) в городе Троицк Челябинской области на базе трёх отдельных частей: специальной авиационной части обеспечения и эвакуации космических объектов после их приземления, отдельной вертолетной эскадрильи армейской авиации 6980-й авиабазы и отдельного батальона аэродромно-технического обеспечения. В 2012 году 48-я авиационная база армейской авиации была перебазирована на аэродром Травяны возле Каменска-Уральского.
1 декабря 2018 года 48-я авиационная база армейской авиации была переформирована в 17-ю бригаду армейской авиации.
11 июля 2022 года Указом президента Российской Федерации бригаде присвоено почётное гвардейское наименование за проявленную личным составом бригады стойкость, мужество и отвагу в боевых действиях по защите Отечества и государственных интересов.